# Boehmeria hamiltoniana
Boehmeria hamiltoniana là loài thực vật có hoa trong họ Tầm ma. Loài này được Wedd. mô tả khoa học đầu tiên năm 1854.